# 真名川
真名川（まながわ）は、福井県大野市南部を流域とする河川であり、九頭竜川水系の支流の1つである。

## 地理
源流は笹生川ダム上流の屏風山と福井県と岐阜県に位置する能郷白山の山麓に発する雲川が国道157号に沿って中島地区で合流し、真名川ダムにて調整され、真名峡と呼ばれるV字谷を形成する。北陸電力五条方発電所下流の大野盆地で扇状地と氾濫原を形成し、九頭竜川に合流する。

## 流域の自治体
- 福井県大野市

## 真名峡
真名峡は、五条方発電所上流部から真名川ダムにかけての深い峡谷を指す。峡谷沿いには花崗岩や飛騨片麻岩が広く露出している。結晶質石灰岩が塩基性片麻岩中に挟まれている。周囲の手取層群とは断層で接し船津花崗岩に貫かれさらに荒島岳南方では火山岩類に覆われている。ジュラ紀中期頃と推定される。

## 災害
真名川の上流域に位置した西谷村一円は、中世以降「奥池田」と呼ばれた地域で1955年（昭和30年）には人口3,425人、世帯数585を数え、面積は当時福井県内で最大であった。
真名川へ樹枝状に注ぎ込む支流が形成した河岸段丘上の、わずかな平地と広大な山林で営まれる焼畑農業で粟や稗を栽培し、養蚕、オウレン、和紙を生活基盤とした山村であった。
1957年（昭和32年）完成した笹生川ダムにより、3集落が水没し離村。その後、1959年（昭和34年）の伊勢湾台風、1961年（昭和36年）の第2室戸台風、1963年（昭和38年）の三八豪雪と災害が続いた。
さらに1965年（昭和40年）9月14日・15日の両日には、1000mmを越す集中豪雨に襲われ堤防が複数個所で決壊、氾濫したほか、山津波による土砂で79世帯が流出、97世帯が埋没、全世帯の9割が被災するという奥越豪雨によって西谷村は壊滅的な打撃を受けた。一時は復興も模索されたが、1966年（昭和41年）3集落が水没することになる真名川ダムの計画が持ち上がり、非水没集落も含めて全村の離村が決定し、廃村となった。

### 道路
- 河川沿いに 国道157号が並行している。また本流は温見峠を経由し、能郷白山登山口に入れる。